# 兰屿铁角蕨
兰屿铁角蕨（学名：Asplenium matsumurae）为铁角蕨科铁角蕨属下的一个种。

## 扩展阅读
- 維基物種上的相關：兰屿铁角蕨